# Fyfe Building
El Fyfe Building es un edificio construido en 1919 en el costado norte del Distrito Histórico de Grand Circus Park de la ciudad de Detroit, la más poblada de Míchigan (Estados Unidos). Está en el 10 West Adams Street, en la esquina de Adams Street y Woodward Avenue la misma manzana de la torre Grand Park Centre, cerca de Park Avenue.

## Historia

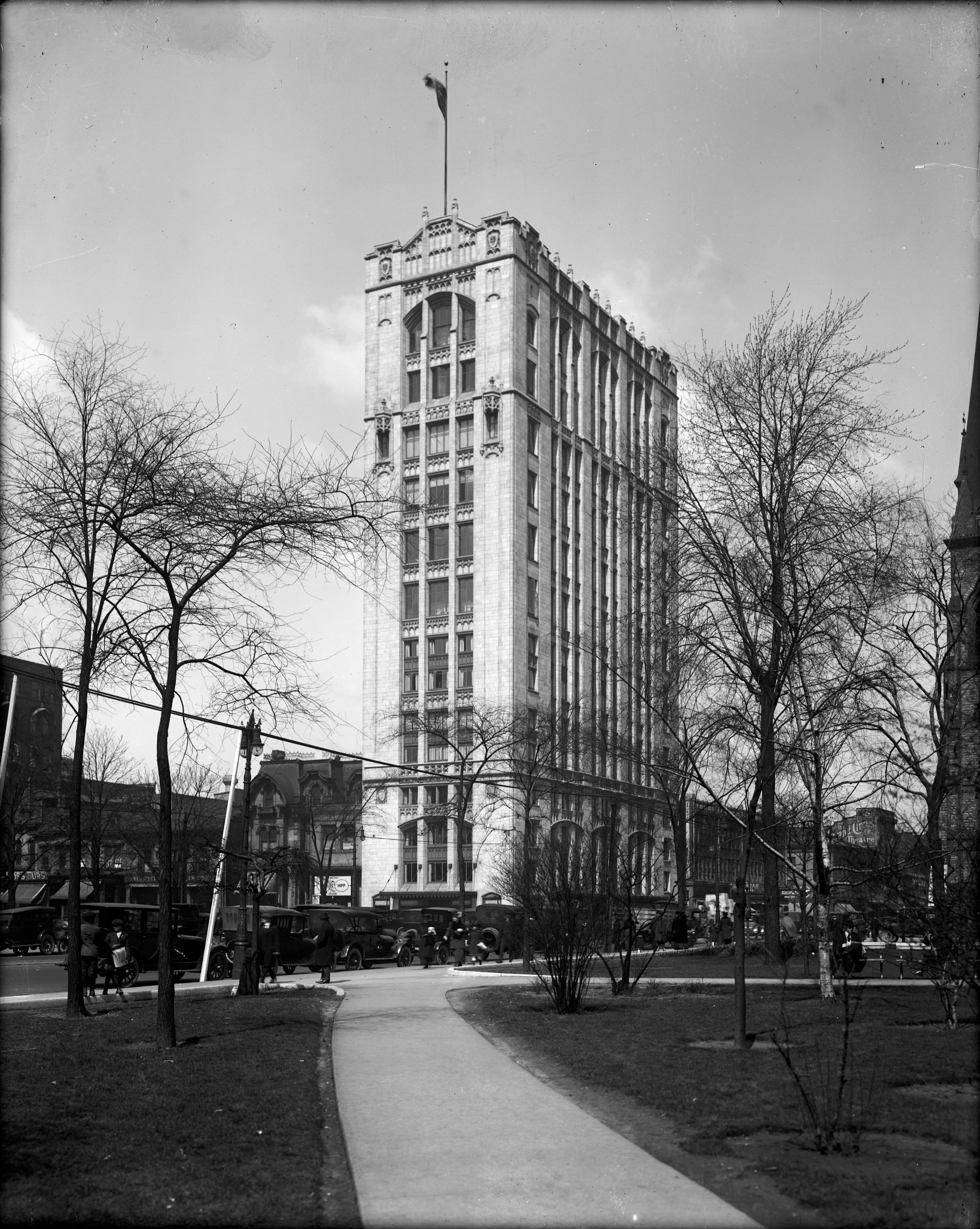
El Fyfe Building desde el Grand Circus Park, foto tomada hacia 1920.

El edificio de gran altura fue construido entre 1916 y 1919, y es uno de los más antiguos de Detroit; fue diseñado por Smith, Hinchman & Grylls en el estilo neogótico. Se encuentra en 14 pisos y tiene 65 unidades residenciales.
El edificio lleva el nombre de Richard H. Fyfe, un comerciante de Detroit que hizo su fortuna en el comercio de calzado. Durante muchos años tuvo una zapatería Fyfe en la calle minorista y oficinas en los pisos superiores; En el momento de su apertura, la zapatería era la más grande del país. El edificio ahora se usa principalmente como un edificio residencial, pero tiene algunas tiendas y un bar a nivel de calle.